# Miedziany Śnieżnik

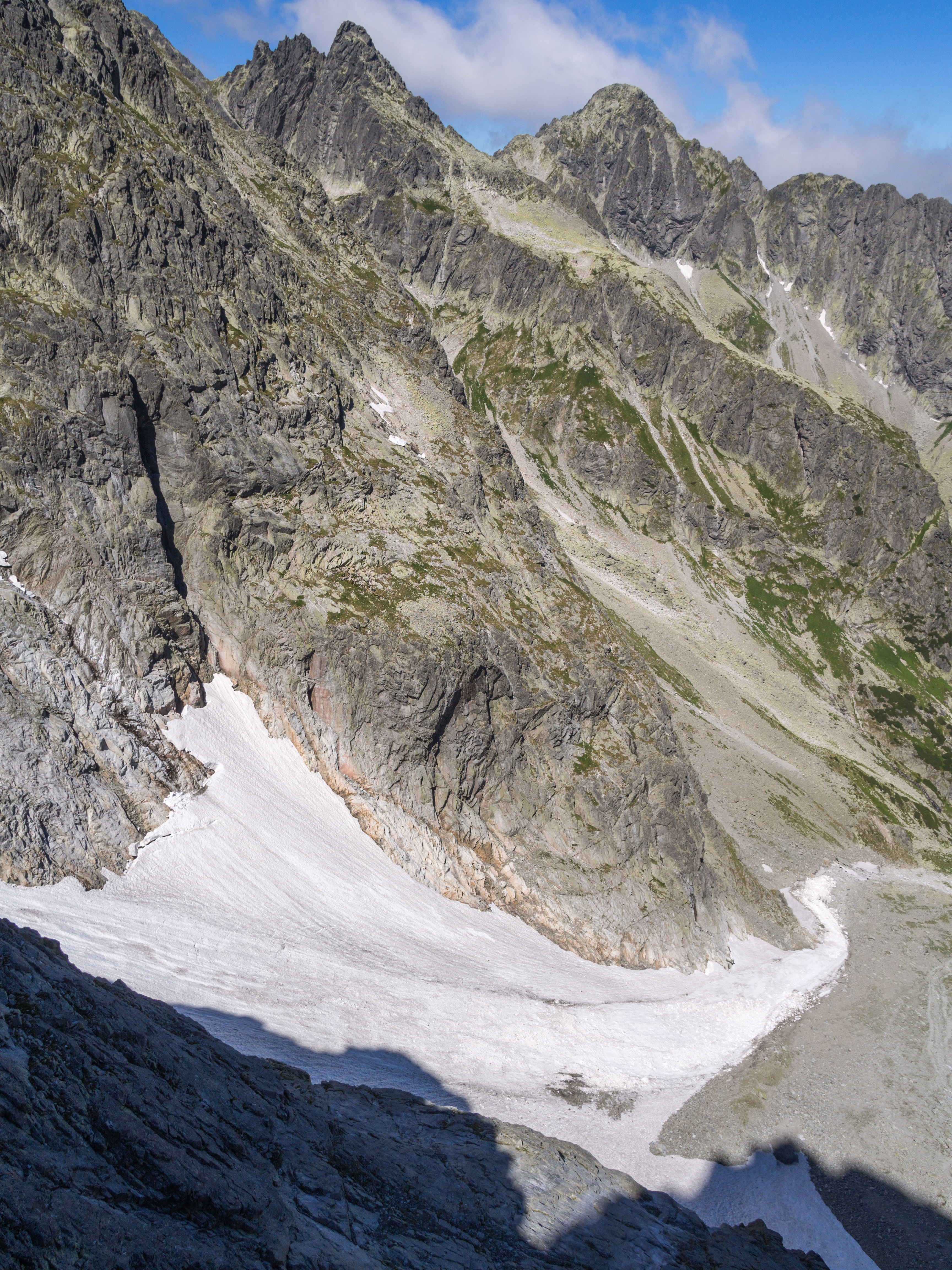
Miedziany Śnieżnik, w tle Czarny Szczyt i Kołowy Szczyt

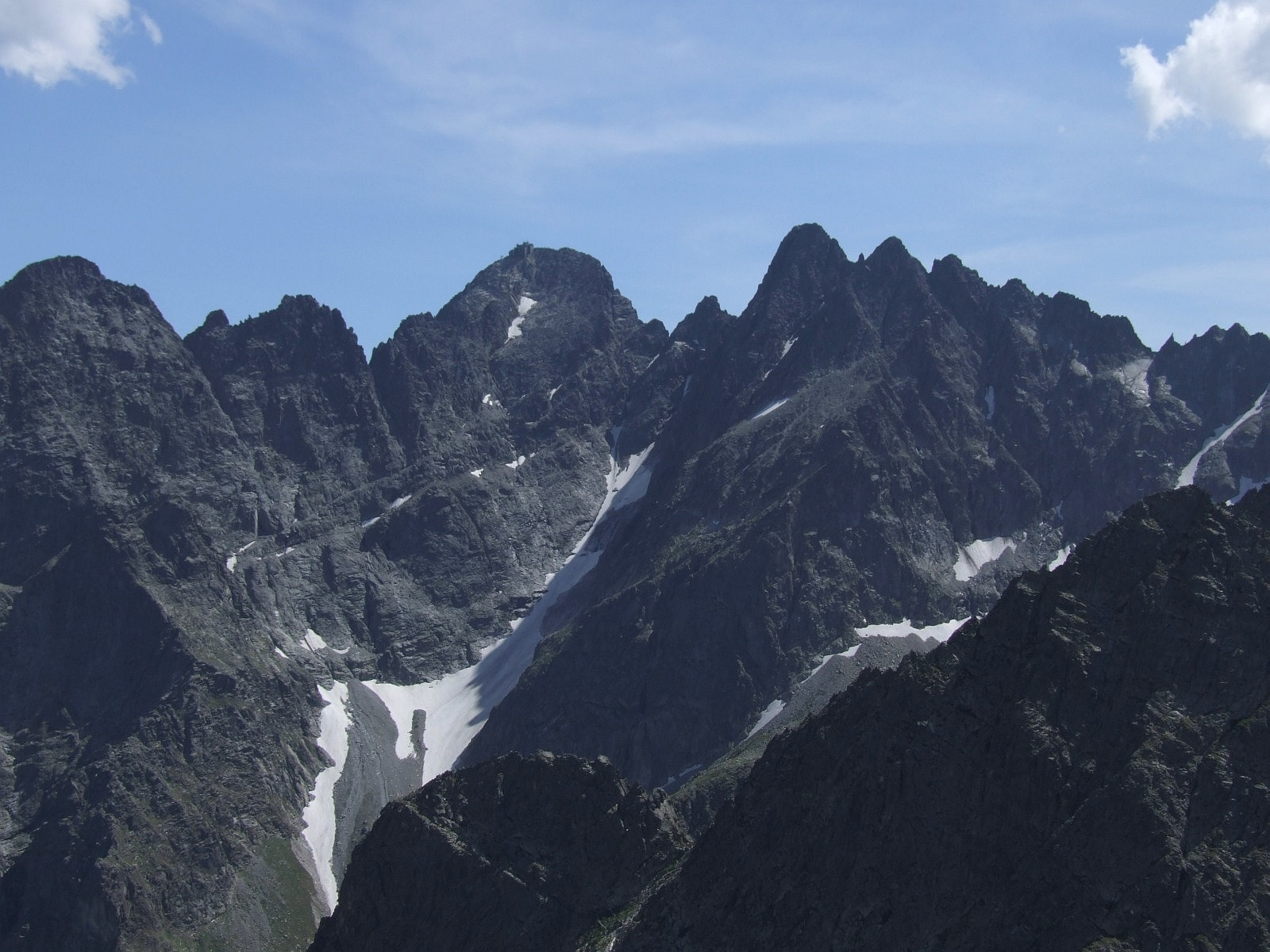
Miedziany Śnieżnik poniżej szczytu Łomnicy – widok z Jagnięcego Szczytu

Miedziany Śnieżnik (słow. firnovisko v Medenej kotline) – największy tatrzański śnieżnik zajmujący zachodnią część Miedzianej Kotliny w słowackich Tatrach Wysokich. Położony jest u podnóża ścian Kieżmarskich Szczytów, Grani Wideł, Łomnicy, Pośledniej Turni, Durnego i Małego Durnego Szczytu, na wysokości 1950–2300 m. Przez niektórych nazywany bywa lodowczykiem, jednak według większości naukowców nie jest to mały lodowiec, lecz coś pośredniego między śnieżnikiem i lodowcem i lepiej jest używać nazwy śnieżnik.
Wymiary śnieżnika są zmienne, zazwyczaj ma on około 600 m długości i (w zależności od miejsca) 30–150 m szerokości. Powierzchnia oceniana jest na 2–3 ha pod koniec sezonu ablacyjnego. Maksymalna grubość części aktywnej w październiku 2002 wynosiła 18 m, w lipcu 2007 – 22 m, a szacowana objętość odpowiednio 150 000 i 240 000 m³. Lód lodowcowy występuje w Miedzianym Śnieżniku zarówno w jego aktywnej części cechującej się wymianą masy, jak również pod nią (w spągu), w formie kopalnej, gdzie współtworzy lokalny płat wieloletniej zmarzliny. Na sąsiadującym bezpośrednio ze śnieżnikiem stoku gruzowym istniała w latach 2002–2003 wychodnia pogrzebanego lodu masywnego, jedyna dotąd zaobserwowana w Karpatach. Lodowczyk utworzył dwa wały moren czołowo-bocznych, starszy z nich pochodzi z okresu małej epoki lodowej.
Miedziany Śnieżnik usytuowany jest około 200 m poniżej klimatycznej linii wiecznego śniegu. Podobnie jak inne śnieżniki tatrzańskie, istnieje dzięki akumulacji śniegu z licznych lawin, które spadają z okolicznych bardzo stromych zboczy. W drugiej połowie XX wieku jego wymiary uległy znacznemu zmniejszeniu. Najniższy od wielu lat stan lodowczyk osiągnął w sezonach letnich 2003 i 2004 roku. Powstała wtedy na nim rozległa morena powierzchniowa o grubości od 1 do ponad 5 metrów. W 2007 ta warstwa materiału skalnego była już przykryta przez około 4 metry firnu, a cały śnieżnik zwiększył swoją objętość w stosunku do stanu z 2002 roku o ponad ⅓.
Miedziany Śnieżnik był wzmiankowany w literaturze już w XVIII wieku i przyciągał uwagę licznych badaczy, m.in. Stanisława Staszica w 1805. W 1839 Ludwik Zejszner zauważył, że płat wiecznego śniegu w Miedzianej Kotlinie posiada cechy lodowca, podobnie za szczątkowy lodowczyk uznał go w 1924 Adam Gadomski. Przez niektórych naukowców nie jest jednak uważany za lodowiec. Od 1992 Miedziany Śnieżnik objęty jest monitoringiem fotogrametrycznym, a badania jego wewnętrznej struktury przeprowadzono po raz pierwszy w 2002 z użyciem georadaru.
W pobliżu śnieżnika nie prowadzi żaden szlak turystyczny, jest on jednak widoczny np. z żółto znakowanej ścieżki na Jagnięcy Szczyt. Lodowczyk i okolice są dostępne dla taterników. Prowadzi przez niego jedna z dróg wspinaczkowych na Poślednią Przełączkę, będąca w lecie jedną z najdłuższych dróg śniegowych w Tatrach. Nazwa śnieżnika pochodzi od Miedzianej Kotliny i Miedzianych Ławek.

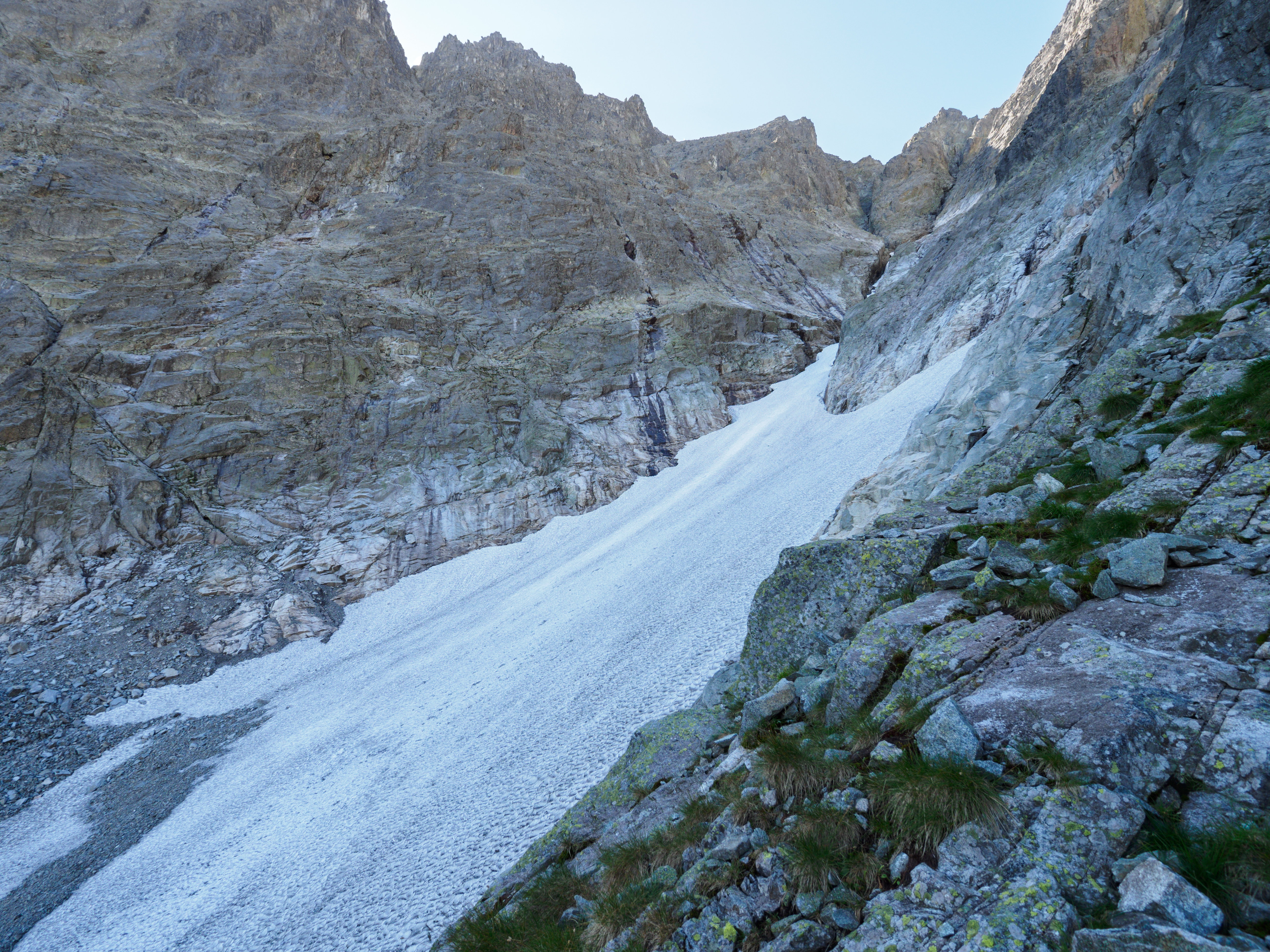
Lodowczyk Miedziany w sierpniu 2023